# Josep Cargol
Josep Cargol Costa, conocido como Pep Cargol (11 de marzo de 1968; San Juan les Fonts, Gerona) es un exjugador de baloncesto español. Ha sido responsable de la dirección deportiva del Casademont Zaragoza de la Liga ACB hasta febrero de 2022.

## Trayectoria
Su rapidez y versatilidad, impropias, en su tiempo, de un jugador de más de dos metros, le hicieron destacar muy joven, fichando desde su equipo de segunda división de Santa Coloma por el Real Madrid, donde viviría sus mejores años. Coincidió en esta etapa con jugadores de la talla de Juan Antonio Corbalán, Dražen Petrović, Fernando Martín, Johnny Rogers, Arvidas Sabonis o José Biriukov. Jugó en el Real Madrid desde 1987 hasta 1995. En ese mismo año, en el que tiene una destacada actuación en la consecución de la Euroliga, es traspasado al Valvi Girona, donde estaría hasta 1998, para luego pasar al Benfica de la liga portuguesa. Dos años en la liga portuguesa, y regresa a la liga ACB llamado por Javier Imbroda para su proyecto en el Caja San Fernando. En el equipo sevillano apenas está una temporada para luego fichar por el PAOK Salónica BC de la liga griega donde estuvo una temporada para finalmente regresar a la ACB en el Gijón Baloncesto. En 2002 fichó por el Basket Zaragoza 2002, de Liga LEB, donde se retiró una campaña más tarde. 
Actualmente vive en Zaragoza y colabora con varios medios de comunicación. Además ha estado entrenando a equipos como el Stadium Casablanca, y ha sido entrenador del Cai Zaragoza Junior en la temporada 2008/2009. Con la selección española su actuación más destacada fue la medalla de bronce de 1991 en el Eurobasket de Roma de 1991. Trabaja como profesor de fisioterapia en la Universidad San Jorge.
En junio de 2018, tras haber sido entrenador temporalmente de Tecnyconta Zaragoza, pasa a ser nombrado director deportivo en sustitución de Salva Guardia. Se mantiene en el cargo hasta su relevo por Toni Muedra el 8 de febrero de 2022.

## Clubes
- 1978-83 Cantera Club Poliesportiu Santjoanenc.
- 1983-85 Cantera Santa Coloma.
- 1985-86 ACB. Lícor 43 Santa Coloma.
- 1986-87 Primera B. Santa Coloma.
- 1987-95 ACB. Real Madrid (se incorporó una vez iniciada la temporada).
- 1995-98 ACB. Valvi Girona.
- 1998-99 Liga de Portugal. Benfica Lisboa.
- 1999-00 ACB. Caja San Fernando.
- 2000-01 HEBA. GRE. PAOK Salónica BC.
- 2001-02 ACB. Gijón Baloncesto.
- 2002-03 LEB. Basket Zaragoza 2002.

## Palmarés
Clubes
- Euroliga (1): 1995.
- Liga ACB (2):  1993, 1994.
- Copa del Rey (2): 1989, 1993.
- Copa Korac (1): 1988.
- Recopa de Europa (2):  1989, 1992.

Selección
- Medalla de Bronce con la Selección Nacional en el Campeonato de Europa de Roma-91
- Medalla de Oro con la Selección Nacional Sub-22 "A" en el Campeonato del Mundo de Andorra (Teruel)-89
- Medalla de Plata con la Selección Nacional Sub-22 en el Campeonato del Mundo de Priolo-90
- Medalla de Bronce con la Selección Nacional Promesas en la Universiada de Zagreb-87
- Medalla de Plata con la Selección *Nacional Juvenil en el Campeonato de Europa Juvenil de Rousse-85